# Font pública a la plaça Sant Antoni
Font pública a la plaça Sant Antoni és una obra de Tàrrega (Urgell) protegida com a bé cultural d'interès local.

## Descripció
Font de pedra destacable per la seva gran simplicitat formal i decorativa. Consta de tres parts diferenciades: el basament, el peu i la unió d'una farola a la part superior. El basament és de poca alçada i té una forma ovalada en el centre de la qual, s'hi forma el recipient de la font, fet de pedra. Aquest crea un eix divisori partit en dos on es formen dos cavitats semicirculars per on es diposita l'aigua que cau del brollador. El peu consta d'un cilindre d'un metre d'alçada aproximadament en el que s'hi troba el brollador de la font en un costat i l'escut targarí en relleu en l'altre costat. Un altre element arquitectònic s'afegeix a aquesta font en las part superior. El resultat és la conjunció d'una font amb una farola. Aquesta farola s'uneix amb l'extrem superior del peu de la font i s'eleva fins a arribar a la part del fanal.

## Història
Fou la primera font pública que s'instal·la en la població després de tenir aigua corrent.